# (5194) Böttger
(5194) Böttger (4641 P-L) — planetoida z grupy pasa głównego asteroid okrążająca Słońce w ciągu 4 lat i 167 dni w średniej odległości 2,71 j.a. Została odkryta 24 września 1960 roku w Palomar Observatory przez Cornelisa van Houtena i Toma Gehrelsa.